# Diadocis sarodrano
Diadocis sarodrano är en fjärilsart som beskrevs av Pierre E.L. Viette 1982. Diadocis sarodrano ingår i släktet Diadocis och familjen nattflyn. Inga underarter finns listade i Catalogue of Life.